# Sex with Stalin
Sex with Stalin (с англ. — «Секс со Сталиным») — компьютерная игра в жанре симулятора свиданий, разработанная и выпущенная российской студией Boobs Dev.

## Игровой процесс
Игрок управляет путешественником во времени, попавшим в кабинет Иосифа Сталина в середине 1940-х годов; ему предлагается выбирать различные реплики и действия в общении с советским вождём и другими посещающими кабинет персонажами. Путешественник во времени может обсуждать со Сталиным различные темы — например, роль пролетариата или расстрел царской семьи — и сделанные игроком выборы могут привести к различным абсурдным последствиям: например, Сталин становится рэпером под псевдонимом MC Gulag, исполняет танец в костюме Сейлор Мун или вырывается из груди попаданца, подобно монстрам из серии фильмов «Чужой».

## Приём
Партия КПРФ выразила недовольство в связи с анонсом игры. Депутат Госдумы Ольга Алимова описала игру так: «Видимо, испробовали в жизни всё, и теперь им интересны ещё вот такие вот методы… Это — мерзость, я не могу даже обсуждать»; Геннадий Зюганов в интервью для канала «Россия-24» назвал разработчиков игры «циниками и мерзавцами, на которых негде пробы ставить». Подобным же образом руководитель партии «Коммунисты России» Максим Сурайкин заявил, что игру нужно запретить, и что необходимо обратиться в прокуратуру, «чтобы она провела анализ игры, потому что игры рассчитаны на молодёжь». Разработчик игры Георгий Кухтенков отвечал на критику, говоря, что к Сталину относится «нейтрально», называл основную идею собственной игры «сюрреалистичной и немного нелепой» и отметал обвинения в политической пропаганде.
Обозреватель PC Gamer Рич Стентон описывал игру как «отчасти пародию на жанр симуляторов свиданий, отчасти сюрреалистическое исследование истоков современной России, и все это исполнено в наихудшем возможном вкусе»; он нашел игру занимательной и сделанной с большой любовью, хотя и не мог её рекомендовать читателям. Журналист Нейт Кристиансен в статье для Foreign Policy, напротив, посчитал игру «невероятно скучной» — хотя сама идея о путешествии во времени с целью соблазить Иосифа Сталина могла обещать остроумную и бунтарскую сатиру, саму игру Кристиансен уподобил тягомотной презентации в PowerPoint, проводящей игрока через бессвязные и банальные идеи автора, определяя её как продукт «нездорового увлечения японской культурой, иронического радикализма в жажде прославиться и свойственного веб-форумам цинизма». По мнению обозревателя DTF игра и её множество концовок — отличная сатира на книги про «попаданцев».